# Sagi Muki
Sagi Muki (Natanya, 17 maggio 1992) è un judoka israeliano.
Nel 2016 ha partecipato ai Giochi olimpici di Rio 2016 nella categoria -73 kg, perdendo l'incontro valido per la medaglia di bronzo contro il georgiano Lasha Shavdatuashvili.

## Palmarès
- Mondiali

Tokyo 2019: oro negli 81 kg.
- Giochi europei

Baku 2015: oro nei 73 kg.
- Europei

Tel Aviv 2018: oro negli 81 kg.
- Campionati europei juniores

Lommel 2011: bronzo nei 73 kg.

### Vittorie nel circuito IJF
| Data            | Località     | Paese               | Categoria  |
| --------------- | ------------ | ------------------- | ---------- |
| 10 maggio 2014  | Baku         | Azerbaigian         | Gran Slam  |
| 7 giugno 2014   | L'Avana      | Cuba                | Gran Prix  |
| 7 ottobre 2017  | Tashkent     | Uzbekistan          | Gran Prix  |
| 27 ottobre 2018 | Abu Dhabi    | Emirati Arabi Uniti | Grand Slam |
| 24 Gennaio 2019 | Tel Aviv     | Israele             | Gran Prix  |
| 16 Marzo 2019   | Ekaterinburg | Russia              | Gran Slam  |
| 11 Maggio 2019  | Baku         | Azerbaigian         | Gran Slam  |